# Гумендженска афера
Гумендженската афера е афера в революционното движение на българите в Македония, избухнала в 1906 година в Гумендже във връзка с разкритията на османските власти в града на Вътрешната македоно-одринска революционна организация.
През август 1906 година е разбита тричленната чета на Митре Камчев край Тушилово, като е заловена голяма част от архива на войводата Апостол Петков и 300 турски лири. Въз основа на заловените документи османските власти арестуват много хора от околността на Гумендже, извършват множество претърсвания и намират още стотина шифрирани писма. В село Тумба е заловен „съдебния архив“ на Апостол Петков, от който 80 души са приведени под отговорност, а от тях 65 са осъдени. 